# 医用昆虫学
医用昆虫学的研究方向在于影响人类健康的昆虫和节肢动物上。医用昆虫学也包括节肢动物疾病的媒介、生态学和流行病学相关的科学研究。
医用昆虫学学家通常被各种各样的机构聘用，如大学、私企、政府等等，此外也包括军队也会聘用医用昆虫学家以确保军队人员们不会感染节肢动携带的传染病。昆虫传播的疾病所造成的死亡人数比历史以来所有战争所造成的伤亡的总和还要多。化工公司也会聘请医用昆虫学家用以帮助开发更有效、更安全的新型杀虫剂。